# Xã Washington, Quận Muskingum, Ohio
Xã Washington (tiếng Anh: Washington Township) là một xã thuộc quận Muskingum, tiểu bang Ohio, Hoa Kỳ. Năm 2010, dân số của xã này là 4.288 người.